# James Tighe
Pour les articles homonymes, voir Tighe.

James Tighe, né le 12 mars 1983 à Chichester, est un catcheur anglais qui est employé par la Frontier Wrestling Alliance au Royaume-Uni.

## Carrière
Il débute à la FWA et s'entraîne dans le centre FWA Academy. Il remporte le tournoi de la FWA et devient le premier FWA Academy champion, en battant Eamon Shrahan. Shrahan le bat quelques mois plus tard et lui prend sa ceinture de champion.
James Tighe fait une apparition à l'International Showdown en mars 2005, en faisant équipe avec les GHC Tag Team Champions Doug Williams et Scorpio pour remporter un 6 man tag team match contreTiger Emperor, Mitsuharu Misawa et Yoshinari Ogawa.
En 2007, Tighe remporte plusieurs victoires face à Nigel McGuinness et d'autres superstars de la NOAH.

## Palmarès et accomplissements
- FWA Academy 
  - FWA Academy Championship (1 fois)

- Italian Championship Wrestling 
  - ICW Tag Team Championship (1 fois) – avec Andy Boy Simmonz

- Power Slam
  - PS 50 : 2003/50, 2004/44.

- Pro Wrestling Illustrated
  - Rookie of Year en 2003

- Wrestle Zone Wrestling 
  - WZW Interpromotional Championship (1 fois)

- Autres titres 
  - PWC Championship (2 fois)
  - UCW Heavyweight Championship (1 fois)